# Bengt Kjerrström
Bengt Magnus Kjerrström, född 21 mars 1910 i Askersunds stadsförsamling i Örebro län, död 31 augusti 2003 i Stora Kopparbergs församling i Falun,, var en svensk lärare och skolman.
Kjerrström, som var son till en militär, blev tidigt föräldralös, men kunde studera vidare tack vare en faster. Han blev student vid Motala högre allmänna läroverk 1928 och filosofie doktor vid Uppsala universitet 1946 på avhandlingen Studies in the Language of the London Chronicles. Han var kurator för Östgöta nation i Uppsala 1936–1944. Han blev lektor i engelska och franska vid högre allmänna läroverket i Visby 1945, rektor vid högre allmänna läroverket i Söderhamn 1952, lektor i engelska vid folkskoleseminariet i Falun 1954 och vid lärarhögskolan i Falun 1968.